# Пеперомия пахучая
Пеперомия пахучая (лат. Peperomia graveolens) — вид суккулентных растений рода Пеперомия, семейства Перечные. Растение является эндемиком Эквадора. Произрастает в основном во влажных тропических биомах.

## Описание
Пеперомия пахучая – короткостебельное растение с несколькими толстыми и круглыми красноватыми стеблями и вечнозелёными сочными тупоконечными листьями длиной 2-3 см. Нижняя сторона листьев бордово-красная, а верхняя сторона имеет V-образное эпидермальное окно, показывающее светло-зеленую внутреннюю часть листа.

## Таксономия
Peperomia graveolens Rauh & Barthlott, Cact. Succ. J. (Los Angeles) 47: 205 (1975).

#### Этимология
Peperomia: родовое латинское наименование, означающие «толстый».
graveolens: латинский эпитет, означающий «пахучая».

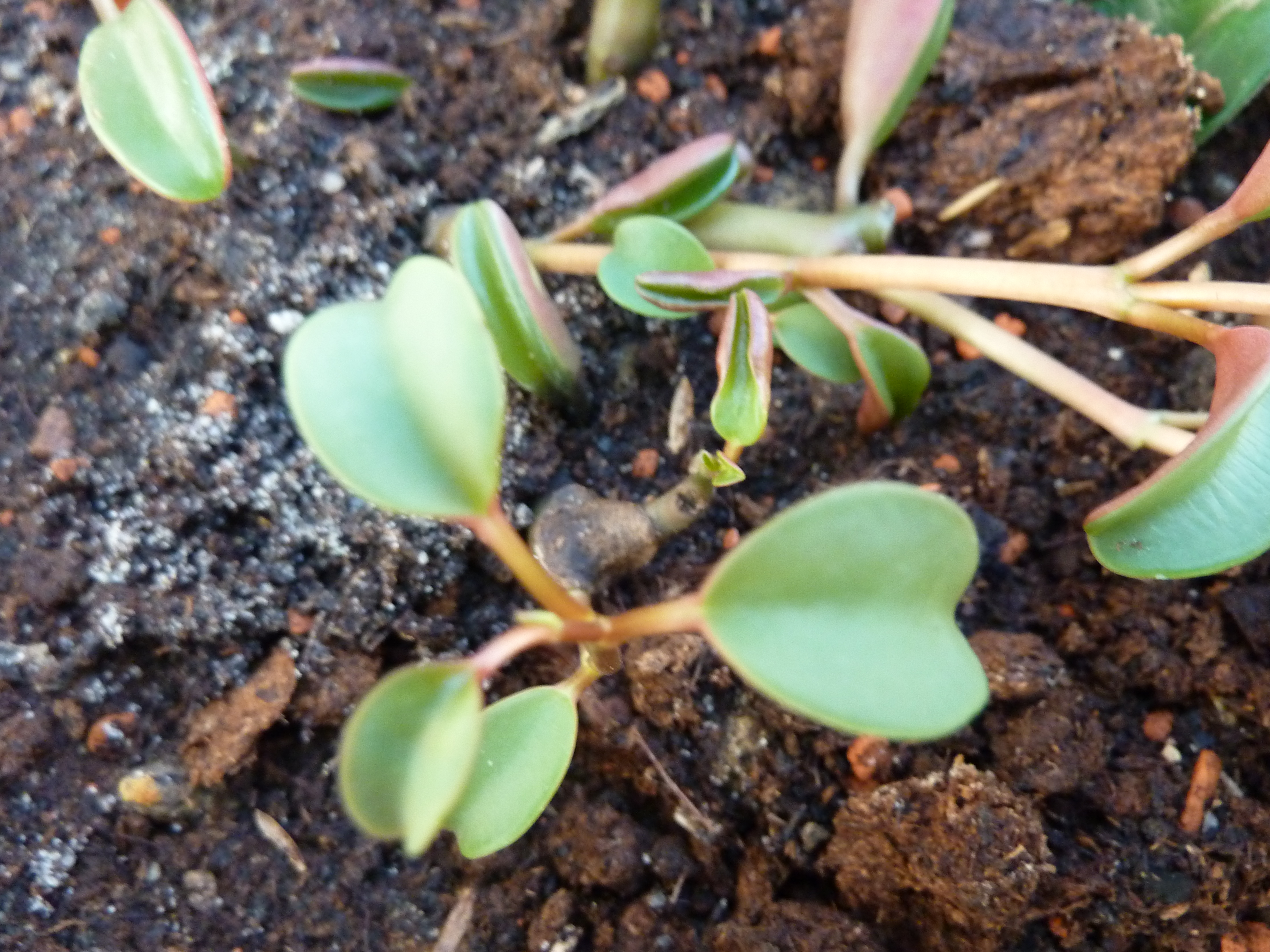
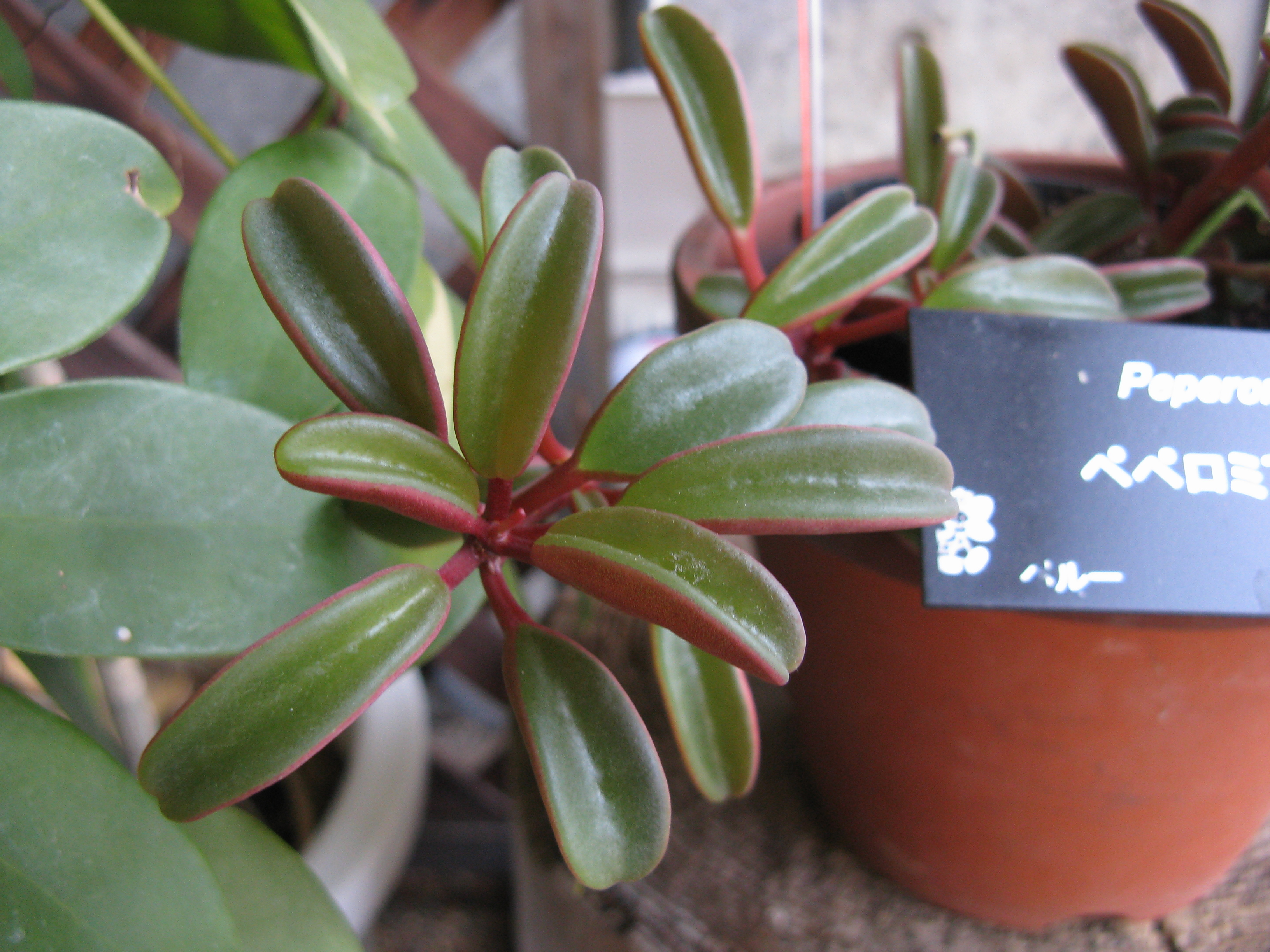